# Dysithamnus
Dysithamnus is een geslacht van vogels uit de familie Thamnophilidae. Het geslacht telt acht soorten.

## Soorten
- Dysithamnus leucostictus  –  Witstreepmiervireo
- Dysithamnus mentalis  –  Bosmiervireo
- Dysithamnus occidentalis  –  Chapmans miervireo
- Dysithamnus plumbeus  –  Loodkleurige miervireo
- Dysithamnus puncticeps  –  Vlekkapmiervireo
- Dysithamnus stictothorax  –  Vlekkeelmiervireo
- Dysithamnus striaticeps  –  Streepkapmiervireo
- Dysithamnus xanthopterus  –  Roodrugmiervireo